# Modern femkamp vid olympiska sommarspelen 1976
Resultat från tävlingarna i modern femkamp vid olympiska spelen 1976. 

## Medaljörer
| Spel                     | Guld                                                   | Silver                                                 | Brons                                                  |
| Individuellt Detaljer... | Janusz Pyciak-Peciak Polen                             | Pavel Lednyov Sovjetunionen                            | Jan Bártů Tjeckoslovakien                              |
| Lag Detaljer...          | Storbritannien Jim Fox Danny Nightingale Adrian Parker | Tjeckoslovakien Jan Bártů Bohumil Starnovský Jiří Adam | Ungern Tamás Kancsal Tibor Maracskó Szvetiszláv Sasics |

## Medaljtabell
| Pl. | Nation          | Guld | Silver | Brons | Totalt |
| --- | --------------- | ---- | ------ | ----- | ------ |
| 1   | Storbritannien  | 1    | 0      | 0     | 1      |
| 1   | Polen           | 1    | 0      | 0     | 1      |
| 3   | Tjeckoslovakien | 0    | 1      | 1     | 2      |
| 4   | Sovjetunionen   | 0    | 1      | 0     | 1      |
| 5   | Ungern          | 0    | 0      | 1     | 1      |

## Deltagande nationer
| - Australien (2) - Bulgarien (3) - Kanada (3) - Tjeckoslovakien (3) - Danmark (2) - Finland (3) | - Frankrike (3) - Storbritannien (3) - Ungern (3) - Italien (3) - Japan (3) | - Polen (3) - Sovjetunionen (3) - Sverige (3) - Schweiz (1) - USA (3) - Västtyskland (3) |